# John Vincent (Seemann)

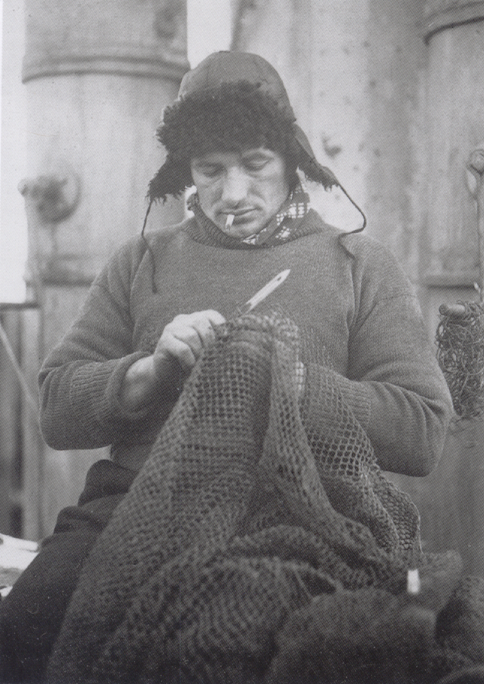
John Vincent an Bord der Endurance (ca. 1914)

John William Vincent (* 24. Januar 1884 in Birmingham; † 19. Januar 1941 in Grimsby) war ein britischer Seemann, der an der Endurance-Expedition (1914–1917) des britischen Polarforschers Ernest Shackleton in die Antarktis teilnahm.

## Leben
Vincent war der Sohn des Postbeamten William Vincent und dessen Frau Mary Ann (geborene Gillman). Nach seiner Schulzeit arbeite Vincent ab seinem 12. Lebensjahr als Lieferant für einen örtlichen Lebensmittelhändler. Er lief von zu Hause weg und war fortan auf Schiffen der britischen Handelsmarine tätig. Im Alter von 21 Jahren schloss er sich einem in Cambridge stationierten Regiment der Leichten Infanterie der Royal Marines an. Seine ersten Antarktiserfahrungen machte Vincent als Bootsmann auf der Terra Nova, mit der er 1912 und 1913 Teilnehmer der Terra-Nova-Expedition (1911–1913) des britischen Polarforschers Robert Falcon Scott von der Ross-Insel zurück nach Neuseeland brachte.
Aufgrund seiner seemännischen Erfahrungen und wegen seiner Körperkraft, die er sich als Boxer und Ringer angeeignet hatte, wählte ihn Ernest Shackleton für den Posten des Bootsmanns auf der Endurance bei dessen zweiter eigener Antarktisexpedition aus. Andere Teilnehmer der Expedition beschrieben ihn als ängstlich, streitsüchtig und egoistisch. Dokumentiert ist eine handgreifliche Auseinandersetzung mit Thomas Orde-Lees. Shackleton degradierte ihn vom Bootsmann zum einfachen Matrosen und schloss ihn später, wie auch Harry McNish, Ernest Holness und William Stephenson, von der Auszeichnung mit der Polar Medal aus. Nach dem Verlust der Endurance im November 1915 und dem Aufenthalt auf Elephant Island gehörte er zur sechsköpfigen Mannschaft, die im April 1916 zur waghalsigen Überfahrt im Beiboot James Caird nach Südgeorgien aufbrach. Shackleton nahm ihn mit auf diese Fahrt, weil er das Konfliktpotenzial Vincents für die zurückgelassenen Männer erkannte und ihn trotz der Verfehlungen für einen guten Seemann hielt. Vincents Gesundheit verschlechterte sich während der rund zweiwöchigen Reise zusehends. Beim Versuch, Eis von den Planken der James Caird zu schlagen, wurde er von einer Welle erfasst und ging beinahe über Bord. Er riss sich seine Oberlippe ab, nachdem diese versehentlich an einem Trinkbecher festgefroren war. Shackleton ließ ihn gemeinsam mit McNish und Timothy McCarthy im Pegotty Camp am Ufer der King Haakon Bay zurück, bevor er mit Thomas Crean und Frank Worsley zum Gewaltmarsch zur Walfangstation in Stromness aufbrach, um schließlich erfolgreich Rettung zu holen.
Nach seiner Rückkehr von der Forschungsreise diente Vincent während des Ersten Weltkriegs als Mitglied der Royal Naval Reserve im Mittelmeer auf einem Trawler des Foreign Office, der 1918 von einem deutschen U-Boot torpediert wurde. Nach dem Krieg arbeitete er als Fischer auf in Kingston upon Hull stationierten Trawlern und kurzzeitig als Pilot und Berater für die finnische Fischfangbehörde. Schließlich ließ er sich mit seiner Frau in Grimsby nieder, wo er 1941 nach seinem Dienst während des Zweiten Weltkriegs auf dem Trawler Alfredian der Royal Navy an einer Lungenentzündung erkrankt  wenige Tage vor seinem 57. Geburtstag in einem Marinehospital starb.
Die Vincent-Inseln sind seit 1958 nach ihm benannt. In der zweiteiligen britischen Miniserie Shackleton aus dem Jahr 2002 mit Kenneth Branagh in der Titelrolle wird Vincent durch Rick Warden verkörpert.